# Dlouhomilov
Obec Dlouhomilov (hanácky Dlóhomilov, německy Lomigsdorf) se nachází v okrese Šumperk v Olomouckém kraji. Žije zde 463 obyvatel.

## Historie
První písemná zmínka o obci pochází z roku 1356.

## Pamětihodnosti
V katastru obce jsou evidovány tyto kulturní památky:
- Kostel Všech svatých – jednolodní kostel s jádrem ze 17. století, rozšířený v roce 1832; v areálu se nachází ještě:
  - socha sv. Jana Nepomuckého – kamenická práce, datovaná do roku 1839
  - kříž – klasicistní kamenný kříž z roku 1779
- Rolnická usedlost čp. 5 na návsi – zděná lidová architektura z poloviny 19. století s průčelím členěným maltovým štukem
- Rychta čp. 7
- Rolnická usedlost čp. 8 na návsi – zděná lidová architektura z 1. poloviny 19. století se štítem členěným maltovým štukem
- Rolnická usedlost čp. 24 na návsi – usedlost s náspím a souběžným výměnkem, štít výměnku je členěn maltovým štukem, datovaným do roku 1850
- Rolnická usedlost čp. 29 ve středu obce – zděná lidová architektura z roku 1834 s reliéfně zdobeným průčelím
- Rolnická usedlost čp. 43 – zděná lidová architektura z počátku 19. století

## Fotogalerie

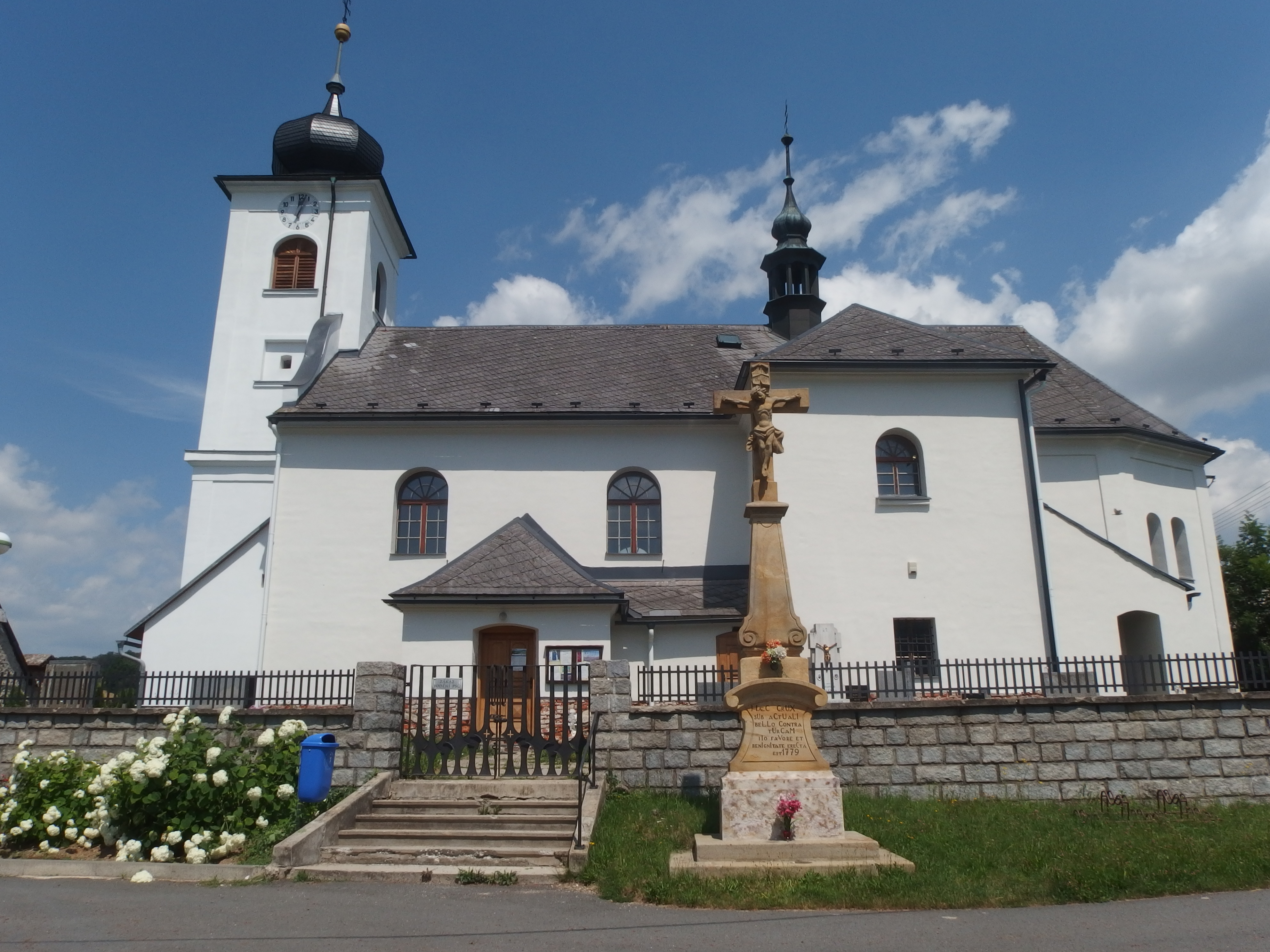
Kostel Všech svatých a kamenný kříž z roku 1779
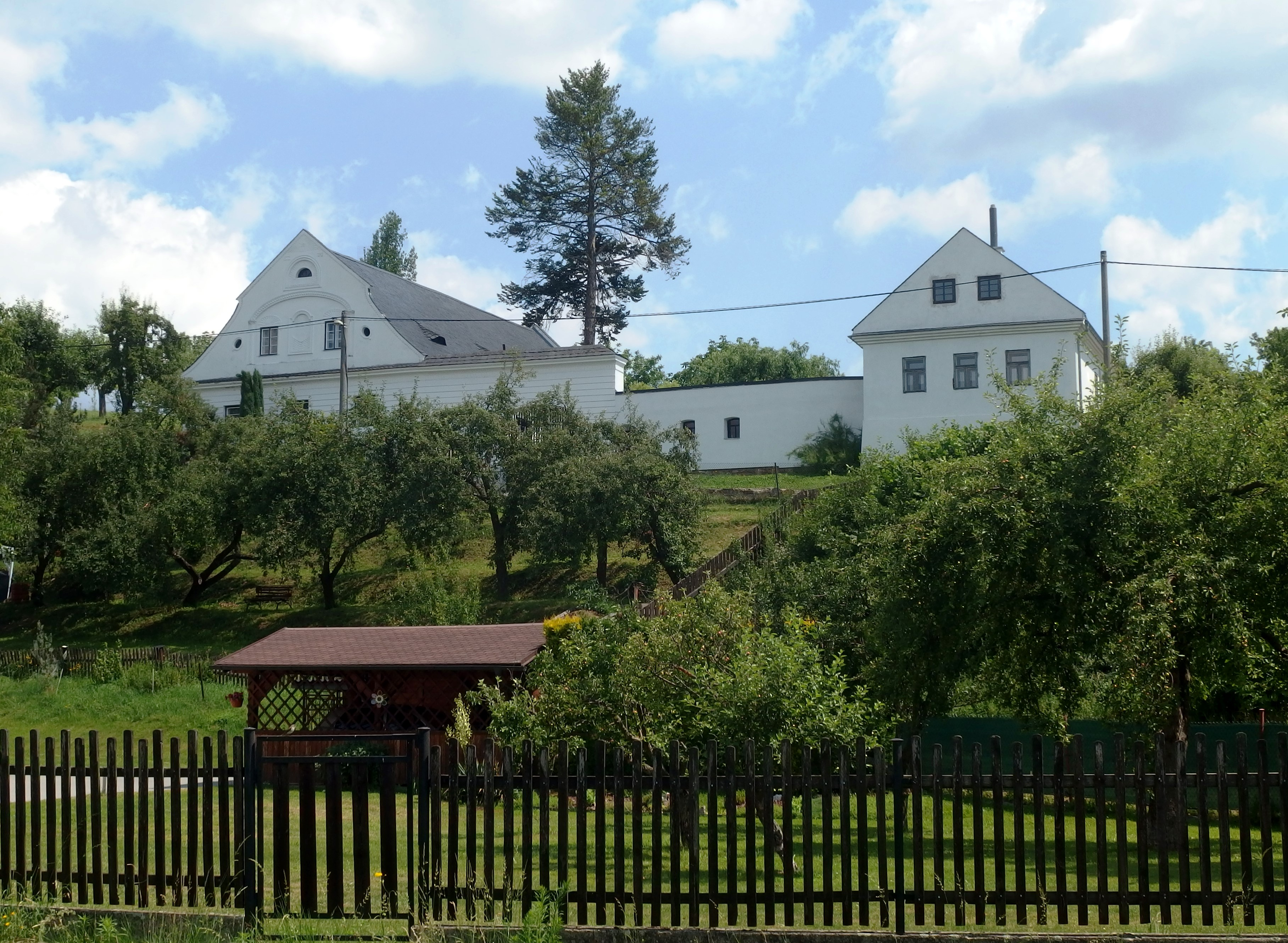
Usedlost č. p. 8
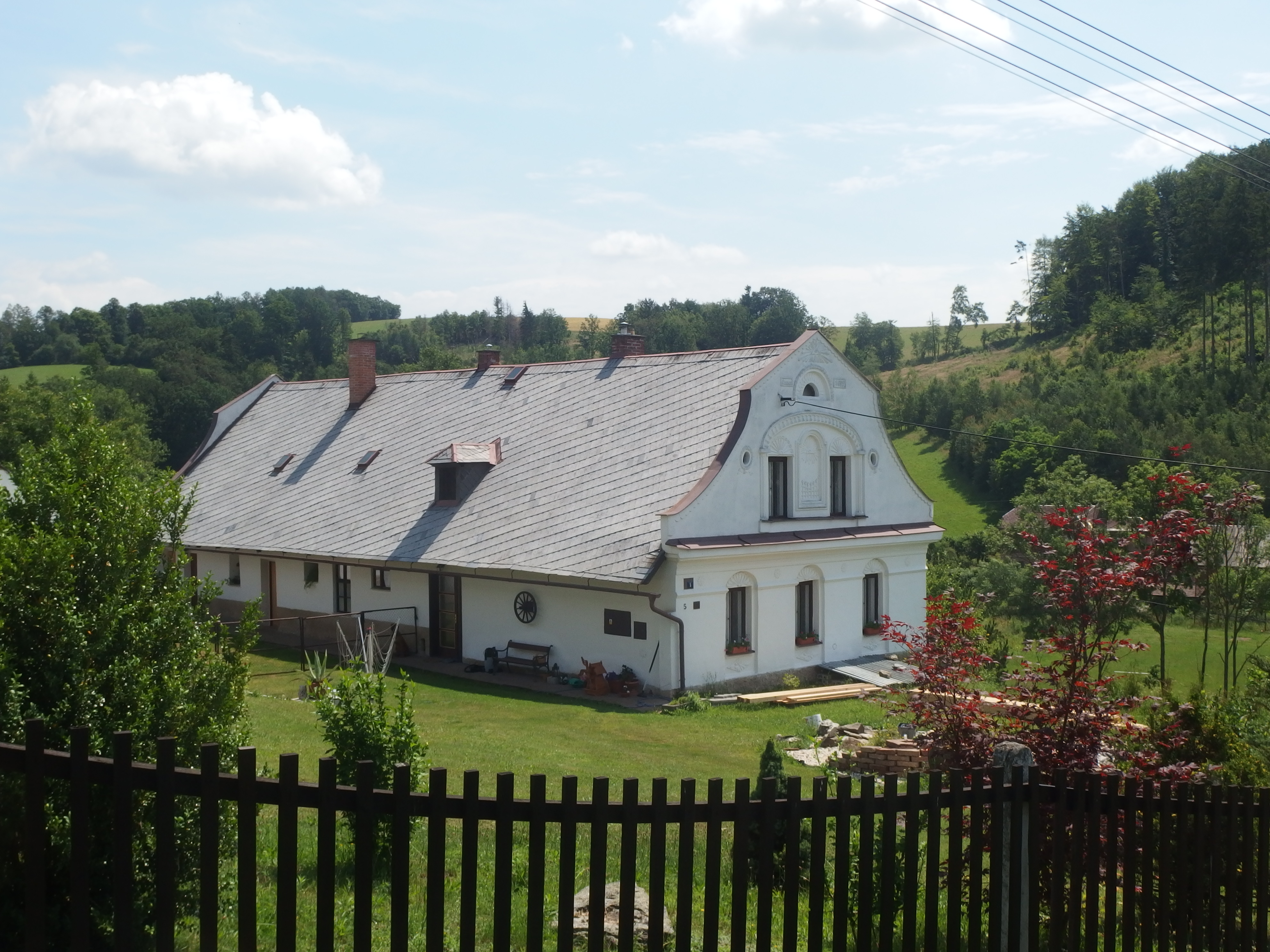
Usedlost č. p. 5
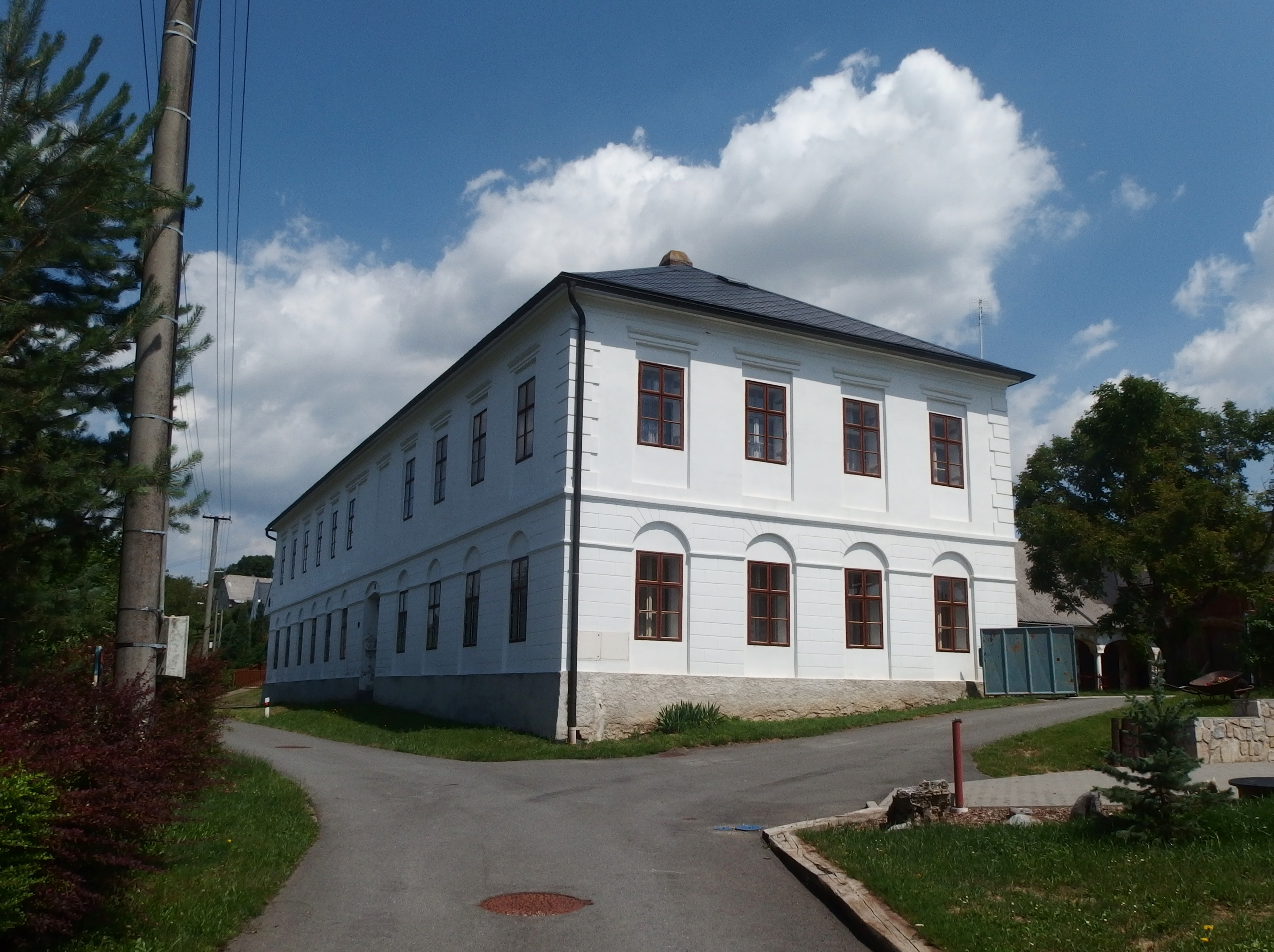
Bývalá rychta
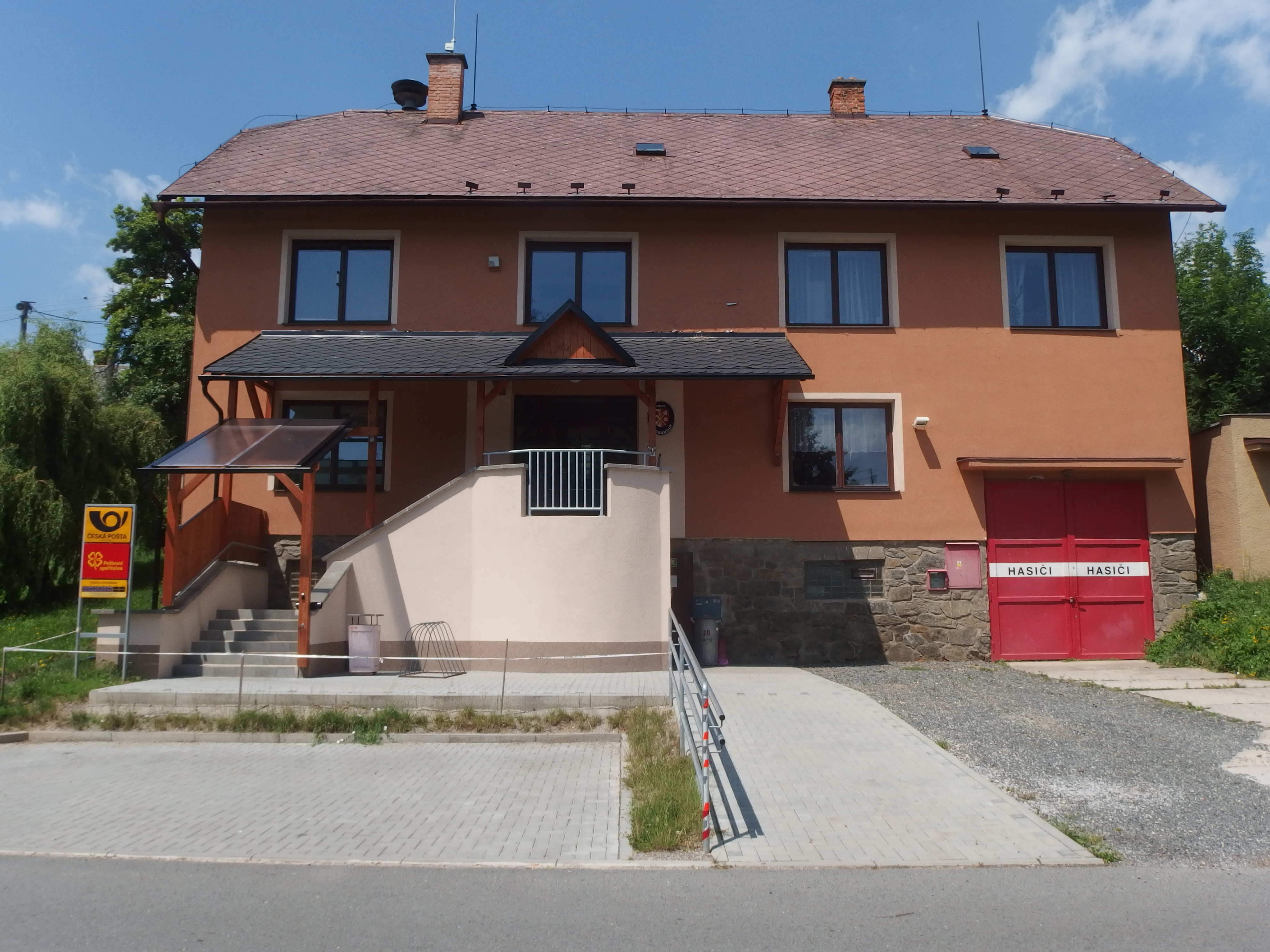
Obecní úřad

## Rodáci
- Jaroslav Kauer (1919–1944), válečný letec[6]

## Společenský život
Od roku 1880 v obci působí sbor dobrovolných hasičů, k únoru 2016 měl sbor 48 členů. Samospráva obce od roku 2011 pravidelně vyvěšuje na počest významných osobností moravské historie červeno-zlatou moravskou vlajku.

## Části obce
- Dlouhomilov
- Benkov